# The White Lotus
The White Lotus ist eine als Fernsehserie konzipierte Gesellschaftssatire von Mike White.
Die erste Staffel wurde im Sommer 2021 ausgestrahlt. Da die erste Staffel auf positive Resonanz stieß, wurde die Serie um eine Staffel verlängert. Die Ausstrahlung der zweiten Staffel erfolgte im letzten Quartal 2022.
Die Veröffentlichung der dritten Staffel begann Anfang 2025. Wie bereits bei Staffel 2 ändern sich mit Staffel 3 erneut Besetzung und Schauplatz. Vor dem Start der dritten Staffel wurde die Serie um eine vierte Staffel verlängert.

## Handlung
Die Serie handelt von Urlaubern und Personal des White Lotus, einer fiktiven internationalen Hotelkette. Jede Staffel ist unabhängig von den anderen und spielt an einem anderen Ort, wobei Serienfiguren auch staffelübergreifend auftreten können. Die erste Staffel spielt im Resort auf Hawaii, die zweite Staffel auf Sizilien und die dritte Staffel in Thailand.

## Produktion und Veröffentlichung

### Staffel 1
Im Oktober 2020 erteilte HBO Produktionsgenehmigung für die erste Staffel von The White Lotus. Mike White wurde Showrunner der ersten Staffel. Die Dreharbeiten der ersten Staffel begannen im Oktober 2020 auf Hawaii. Gefilmt wurde unter anderem am Four Seasons Resort Maui im CDP Wailea im Maui County. Die erste Staffel erschien erstmals am 11. Juli 2021 auf HBO. Sky Atlantic sendete die Serie im Vereinigten Königreich, Irland und Deutschland.

### Staffel 2
Ende Februar 2022 bestätigte HBO, dass die Produktion von Staffel 2 im Four Seasons San Domenico Palace in Taormina begonnen hatte. Die zweite Staffel wurde am 30. Oktober 2022 auf HBO und am Folgetag auf WOW und Sky Atlantic veröffentlicht.

### Staffel 3
Die Dreharbeiten zu Staffel 3 fanden im Frühjahr 2024 statt. War ursprünglich Japan als Drehort vorgesehen, entschied sich HBO schließlich für Thailand, da dort die Produktionskosten niedriger ausfielen. Hauptdrehort war das Four Seasons Resort auf der von Übertourismus geplagten Insel Ko Samui.

## Episodenliste

### Staffel 1
| Nr. (ges.) | Nr. (St.) | Deutscher Titel    | Originaltitel      | Erstausstrahlung USA | Deutschsprachige Erstausstrahlung (D/A/CH) | Regie      | Drehbuch   |
| ---------- | --------- | ------------------ | ------------------ | -------------------- | ------------------------------------------ | ---------- | ---------- |
| 1          | 1         | Die Ankunft        | Arrivals           | 11. Juli 2021        | 23. Aug. 2021                              | Mike White | Mike White |
| 2          | 2         | Ein neuer Tag      | New Day            | 18. Juli 2021        | 23. Aug. 2021                              | Mike White | Mike White |
| 3          | 3         | Wir sind nur Affen | Mysterious Monkeys | 25. Juli 2021        | 30. Aug. 2021                              | Mike White | Mike White |
| 4          | 4         | Rückbesinnung      | Recentering        | 1. Aug. 2021         | 30. Aug. 2021                              | Mike White | Mike White |
| 5          | 5         | Die Lotusesser     | The Lotus-Eaters   | 8. Aug. 2021         | 6. Sep. 2021                               | Mike White | Mike White |
| 6          | 6         | Abreise            | Departures         | 15. Aug. 2021        | 6. Sep. 2021                               | Mike White | Mike White |

### Staffel 2
| Nr. (ges.) | Nr. (St.) | Deutscher Titel        | Originaltitel  | Erstausstrahlung USA | Deutschsprachige Erstveröffentlichung (D/A/CH) | Regie      | Drehbuch   |
| ---------- | --------- | ---------------------- | -------------- | -------------------- | ---------------------------------------------- | ---------- | ---------- |
| 7          | 1         | Ciao                   | Ciao           | 30. Okt. 2022        | 31. Okt. 2022                                  | Mike White | Mike White |
| 8          | 2         | Der italienische Traum | Italian Dream  | 6. Nov. 2022         | 7. Nov. 2022                                   | Mike White | Mike White |
| 9          | 3         | Elefantenbullen        | Bull Elephants | 13. Nov. 2022        | 14. Nov. 2022                                  | Mike White | Mike White |
| 10         | 4         | Im Sandkasten          | In the Sandbox | 20. Nov. 2022        | 21. Nov. 2022                                  | Mike White | Mike White |
| 11         | 5         | That’s Amore           | That’s Amore   | 27. Nov. 2022        | 28. Nov. 2022                                  | Mike White | Mike White |
| 12         | 6         | Entführt               | Abductions     | 4. Dez. 2022         | 5. Dez. 2022                                   | Mike White | Mike White |
| 13         | 7         | Weil wir Freunde sind  | Arrivederci    | 11. Dez. 2022        | 13. Dez. 2022                                  | Mike White | Mike White |

### Staffel 3
| Nr. (ges.) | Nr. (St.) | Deutscher Titel               | Originaltitel           | Erstausstrahlung USA | Deutschsprachige Erstveröffentlichung (D/A/CH) | Regie      | Drehbuch   |
| ---------- | --------- | ----------------------------- | ----------------------- | -------------------- | ---------------------------------------------- | ---------- | ---------- |
| 14         | 1         | Gleicher Geist, neue Gestalt  | Same Spirits, New Forms | 16. Feb. 2025        | 17. Feb. 2025                                  | Mike White | Mike White |
| 15         | 2         | Spezialbehandlung             | Special Treatments      | 23. Feb. 2025        | 24. Feb. 2025                                  | Mike White | Mike White |
| 16         | 3         | Gute Träume, schlechte Träume | The Meaning of Dreams   | 2. März 2025         | 3. März 2025                                   | Mike White | Mike White |
| 17         | 4         | Versteckspiele                | Hide or Seek            | 9. März 2025         | 10. März 2025                                  | Mike White | Mike White |
| 18         | 5         | Vollmondparty                 | Full-Moon Party         | 16. März 2025        | 17. März 2025                                  | Mike White | Mike White |
| 19         | 6         | Verleugnung                   | Denials                 | 23. März 2025        | 24. März 2025                                  | Mike White | Mike White |
| 20         | 7         | Killerinstinkt                | Killer Instincts        | 30. März 2025        | 31. März 2025                                  | Mike White | Mike White |
| 21         | 8         | Amor Fati                     | Amor Fati               | 6. Apr. 2025         | 7. Apr. 2025                                   | Mike White | Mike White |

## Bewertungen
Bei Rotten Tomatoes erhielt die erste Staffel von TV-Kritikern eine Bewertung von 89 %, basierend auf 95 Kritiken. Bei Metacritic eine Wertung von 82, basierend auf 39 Bewertungen.
Die zweite Staffel erhielt bei Rotten Tomatoes eine Zustimmungsrate von 92 %, basierend auf 91 Bewertungen. Bei Metacritic erhielt sie eine Wertung von 81, basierend auf 40 Kritiken.
Die dritte Staffel erhielt bei Rotten Tomatoes eine Zustimmungsrate von 86 %, basierend auf 184 Bewertungen. Bei Metacritic erhielt sie eine Wertung von 77, basierend auf 44 Kritiken.

## Auswirkungen
Eine Analyse aus dem Jahr 2025 belegt den sogenannten „White-Lotus-Effekt“. Nach der Ausstrahlung der Serie stiegen die Online-Suchanfragen nach Flügen nach Hawaii und Sizilien jeweils um rund 300 Prozent. In Thailand, dem Drehort der dritten Staffel, erhöhte sich das Interesse an Buchungen für das Four Seasons Resort Koh Samui nach der Veröffentlichung des offiziellen Trailers um 40 Prozent. Zudem verzeichnete die Wikipedia-Seite zu Koh Samui nach Ausstrahlung der zweiten Folge einen Anstieg der Seitenaufrufe um nahezu 3000 Prozent.

## Auszeichnungen (Auswahl)
| Preisverleihung                        | Kategorie                                                         | Ausgezeichnete/r        |        |
| -------------------------------------- | ----------------------------------------------------------------- | ----------------------- | ------ |
| Critics’ Choice Television Awards 2022 | Bester Nebendarsteller in einem Fernsehfilm oder einer Miniserie  | Murray Bartlett         | [ 27 ] |
| Critics’ Choice Television Awards 2022 | Beste Nebendarstellerin in einem Fernsehfilm oder einer Miniserie | Jennifer Coolidge       | [ 27 ] |
| Society of Composers & Lyricists       | Outstanding Original Score for a Television Production            | Cristobal Tapia de Veer | [ 28 ] |
| AACTA International Awards 2022        | Beste Comedyserie                                                 | The White Lotus         | [ 29 ] |
| AACTA International Awards 2022        | Bester Seriendarsteller                                           | Murray Bartlett         | [ 29 ] |
| Emmy-Verleihung 2022                   | Beste Miniserie                                                   | The White Lotus         | [ 30 ] |
| Emmy-Verleihung 2022                   | Beste Nebendarstellerin – Miniserie/Fernsehfilm                   | Jennifer Coolidge       | [ 30 ] |
| Emmy-Verleihung 2022                   | Bester Nebendarsteller – Miniserie/Fernsehfilm                    | Murray Bartlett         | [ 30 ] |
| Golden Globe Awards 2023               | Beste Nebendarstellerin – Miniserie/Fernsehfilm                   | Jennifer Coolidge       | [ 31 ] |
| Golden Globe Awards 2023               | Beste Miniserie                                                   | The White Lotus         | [ 31 ] |